# جهش مرغ عشق تیره
| تنوع      | کد پنتون |
| --------- | -------- |
| سبز روشن  | ۳۷۵      |
| سبز تیره  | ۳۶۹      |
| زیتونی    | ۳۷۱      |
| اسکای بلو | ۳۱۰      |
| کبالت     | ۲۹۱۵     |
| ارغوانی   | ۵۳۵      |
| بنفش      | ۲۷۲۷     |

جهش مرغ عشق تیره یکی از تقریباً ۳۰ جهش است که بر رنگ مرغ‌عشق‌ها تأثیر می‌گذارد. این بخشی از ساختار ژنتیکی واریته‌های شناخته‌شده زیر است: سبز تیره و زیتونی در سری سبز و کبالت، ارغوانی و بنفش در سری آبی.

## نمای کلی
طوطی‌هایی که عامل تیره را حمل می‌کنند، از هر نظر به جز رنگ بدن و پرهای دم، شبیه سبزهای روشن یا آبی آسمانی هستند. بدن در سبز تیره و کبالت تیره‌تر است و در زیتونی و ارغوانی هنوز تیره‌تر است و پرهای بلند دم به نسبت تیره‌تر است. همه این گونه‌ها دارای لکه‌های طبیعی بنفش در گونه هستند.
کبالت بنفش (ترکیبی از جهش‌های آبی، تیره و بنفش) سایه درخشانی از بنفش است، تقریباً مشابه اما نه به عمق و نسبتاً آبی‌تر از لکه‌های گونه‌های بنفش نوع وحشی.
همان‌طور که در سمت راست نشان داده شده است، سازمان جهانی مرغ عشق با استفاده از کدهای پنتون استانداردهای دقیقی را برای رنگ‌های بدن مرغ عشق تعیین کرده است.

## نگارخانه

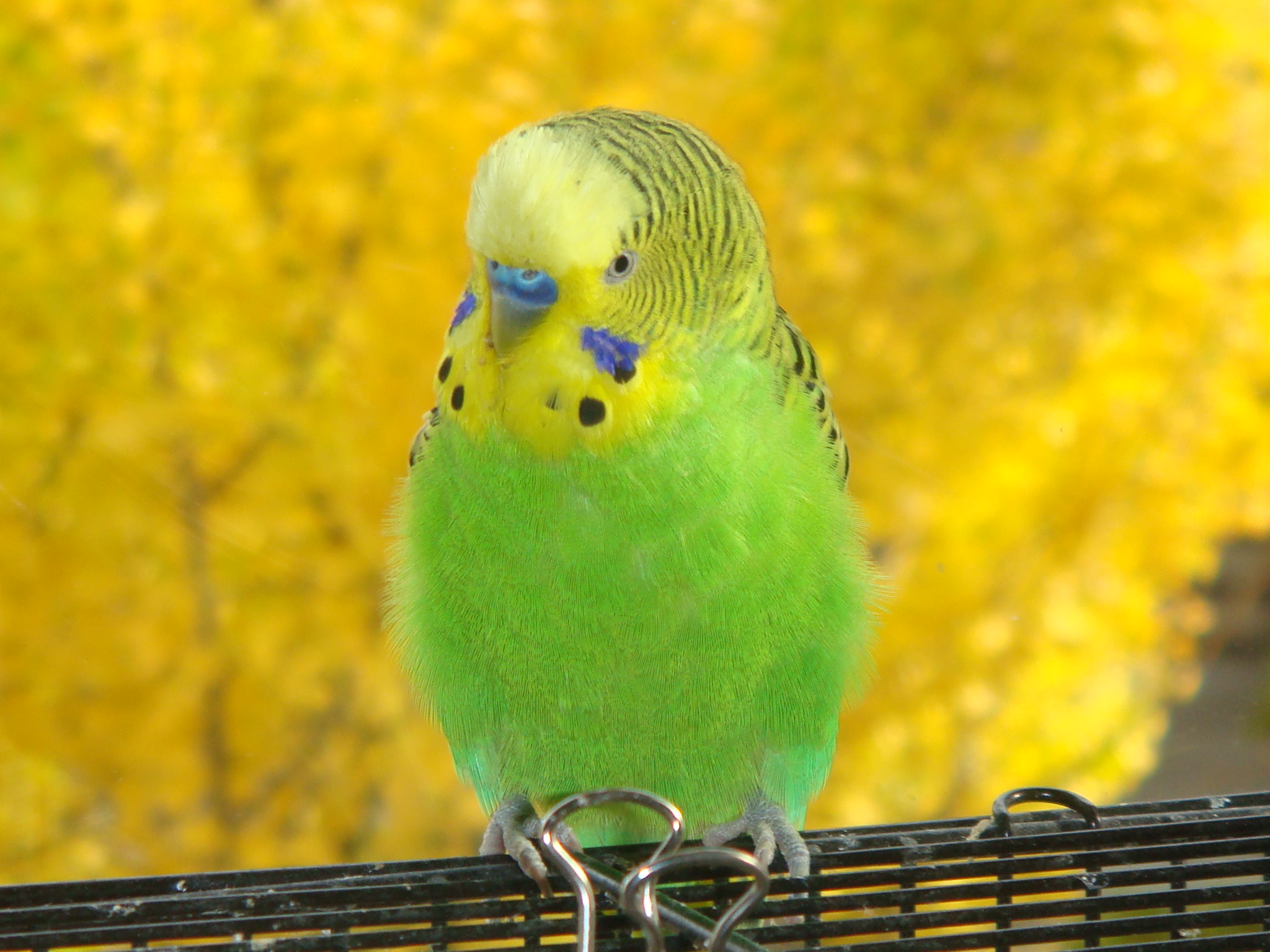
نر سبز روشن
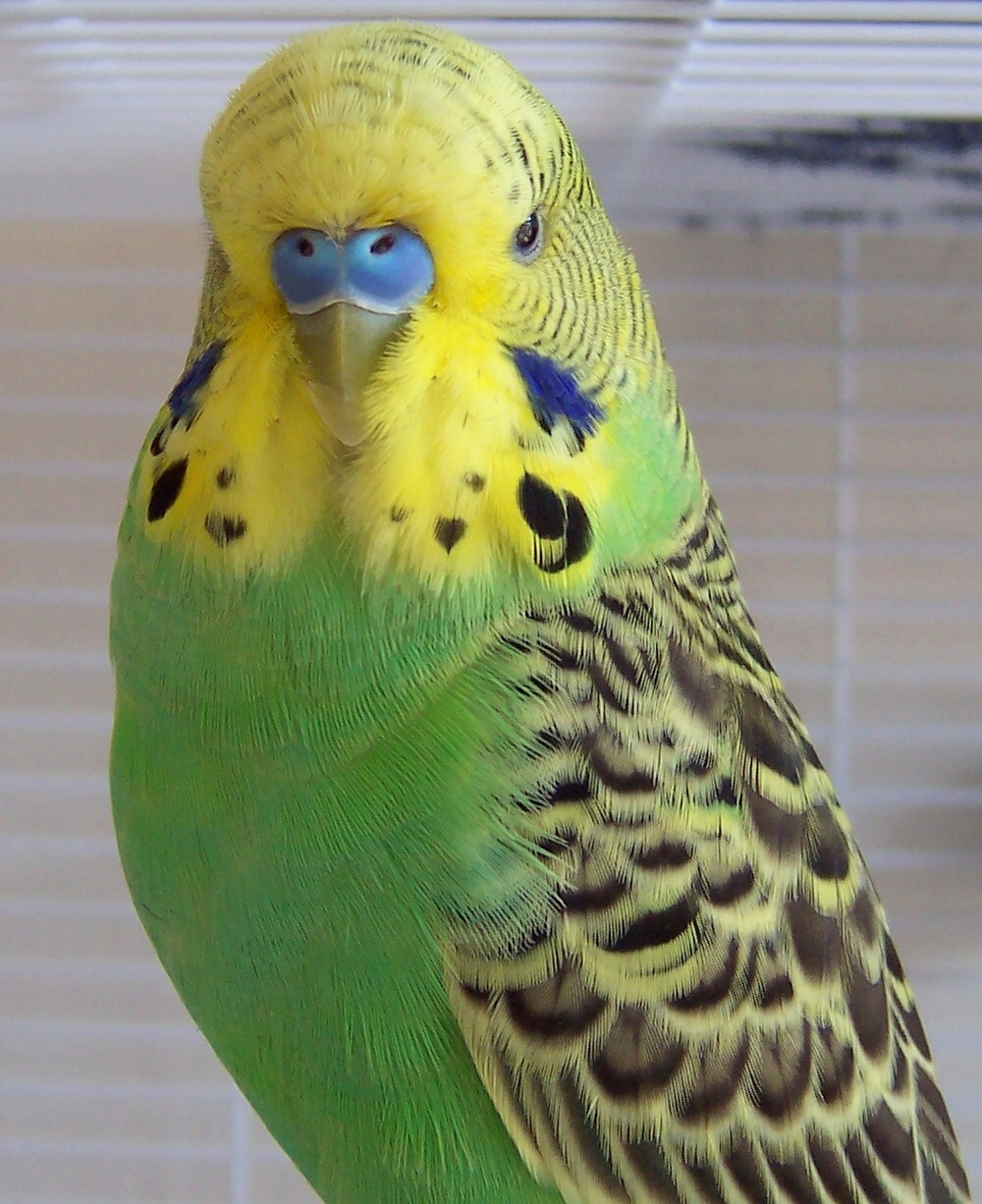
نر سبز تیره
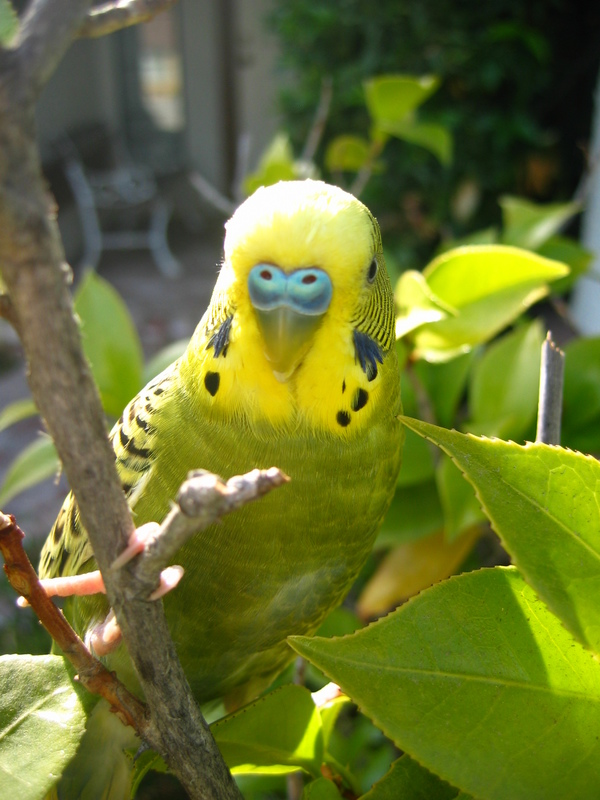
مر زیتونی
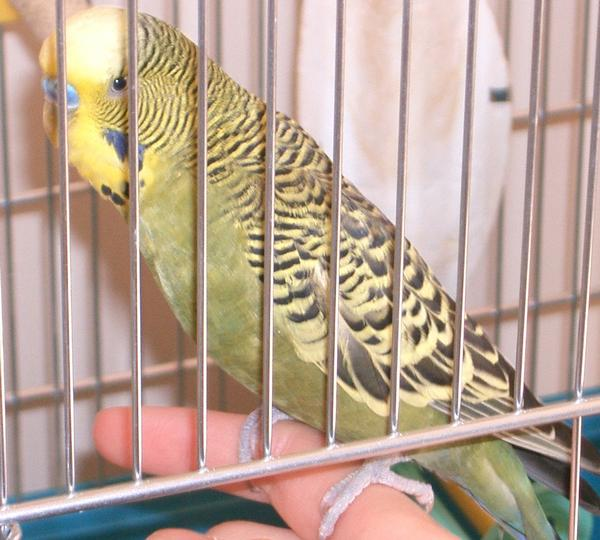
نر زیتونی

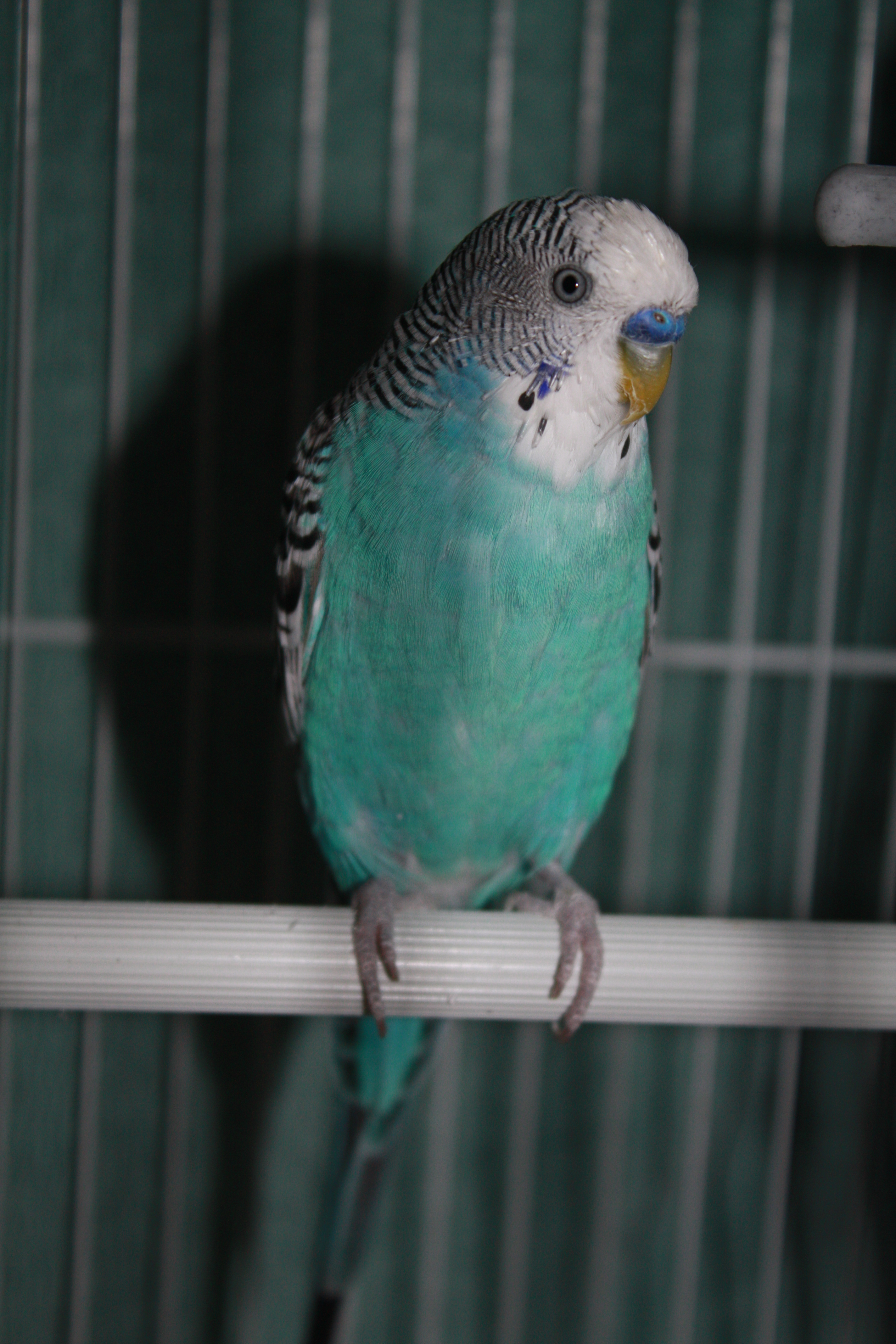
نر آبی آسمانی
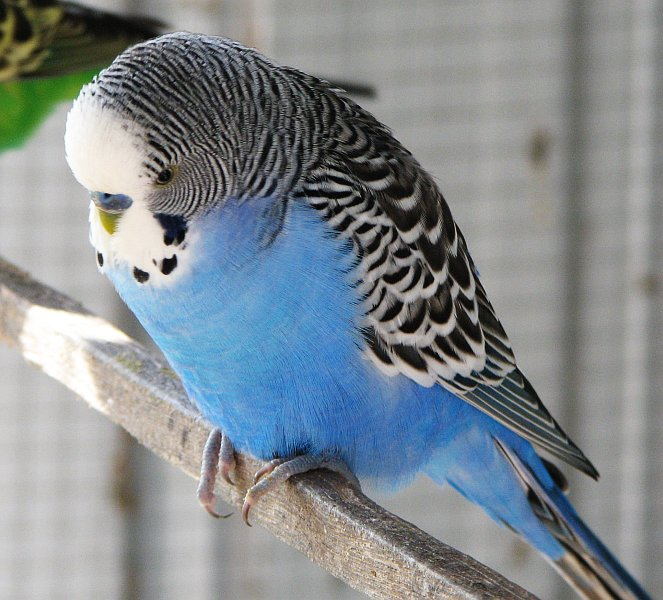
نر کبالتی